# Le Guêpier (téléfilm)
Pour les articles homonymes, voir Le Guêpier.
Le Guêpier (Wasp’s Nest) est un téléfilm britannique de la série télévisée Hercule Poirot, réalisé par Brian Farnham, sur un scénario de David Renwick, d'après la nouvelle Le Guêpier, d'Agatha Christie.
Ce téléfilm, qui constitue le 24e épisode de la série, a été diffusé pour la première fois le 27 janvier 1991 sur le réseau d'ITV.

## Synopsis
Poirot, Hastings et l'inspecteur Japp vont à une fête. Hastings s'adonne à sa nouvelle passion, la photographie. Il repère un jeune mannequin, Molly Deane, qui s'avère être la fiancée de John Harisson, le fils d'un vieil ami de Poirot. Celui-ci leur présente alors Molly Deane qui était précédemment engagée avec un autre homme. Un certain nombre d'incidents en apparence anodins vont alors mener Poirot à penser que le pire est à venir.

## Fiche technique
- Titre français : Le Guêpier
- Titre original : Wasp’s Nest
- Réalisation : Brian Farnham
- Scénario : David Renwick, d'après la nouvelle Le Guêpier (1928) d'Agatha Christie
- Décors : Mike Oxley
- Costumes : Elizabeth Waller
- Photographie : Jason Lehel
- Montage : Frank Webb
- Musique originale : Christopher Gunning
- Casting : Rebecca Howard
- Production : Brian Eastman
  - Production déléguée : Nick Elliott
- Sociétés de production : Carnival Films, London Weekend Television
- Pays d'origine :  Royaume-Uni
- Langue originale : Anglais
- Genre : Policier
- Durée : 50 minutes
- Ordre dans la série : 24e épisode – (5e épisode de la saison 3)
- Première diffusion :
  -  Royaume-Uni : 27 janvier 1991 sur le réseau d'ITV

## Distribution
- David Suchet (VF : Roger Carel) : Hercule Poirot
- Hugh Fraser (VF : Jean Roche) : Capitaine Arthur Hastings
- Philip Jackson (VF : Claude d'Yd) : Inspecteur-chef James Japp
- Pauline Moran (VF : Laure Santana) : Miss Felicity Lemon
- Martin Turner : John Harrison
- Melanie Jessop : Molly Deane
- Peter Capaldi : Claude Langton
- John Boswall : Dr Belvedere
- Kate Lynn-Evans : Mrs Henderson (la pharmacienne)
- Serena Scott Thomas : un mannequin
- Hilary Tindall : la présentatrice du défilé de mode
- Julian Forsyth : le garçon de café